# Letter from Overseas
A Letter from Overseas (Levél a tengerentúlról) egy 15 perces, 1943-as kanadai dokumentumfilm, amelyet a Kanadai Nemzeti Filmbizottság (National Film Board of Canada) készített a The World in Action című háborús sorozat részeként. A film a kanadai hadsereg katonáinak kiképzését és bevetését mutatja be 1943-ban, a második világháború idején 

## Szinopszis
1942-ben egy Nagy-Britanniában állomásozó kanadai katona aerogramot küldött haza édesanyjának és édesapjának. Rövid és tömör beszámolót adott közelmúltbeli tevékenységéről. Ami nem szerepel a levélben, azok az intenzív kiképzés részletei, amelyben szakasza részt vett. Miután a kanadai katonák berendezkedtek az új laktanyájukban, megkezdték a megerőltető napi programot, amely magában foglalja a testmozgást, a terepgyakorlatokat és az új gyalogsági taktikák, fegyverek és felszerelések elsajátítását.
Az Angliában tartózkodó kanadaiak között van a kanadai női hadtest (WAC) egy különítménye is, akik szintén részt vesznek a tengerentúli misszióban. A WAC-ok orvosi, irodai és egyéb fontos munkában vesznek részt, többek között tavaly ősszel behozták a termést, és a villámháború idején önkéntesként részt vettek a polgári tűzoltásban.
Az A.G.L. McNaughton tábornok vezette Első Kanadai Hadsereg arra használta a kiképzést, hogy „megkeményítse” a csapatokat egy új feladatra, a megszállt Franciaország elleni támadásra. Az 1942. februári sikeres Bruneval-roham után a kanadaiak 1942 augusztusában ismét a Dieppe-i rajtaütés élén álltak. A partok megrohamozása hatalmas hadműveletet jelentett, amelyet a haditengerészeti és légi erők támogattak. Miután partra szálltak és kilenc órát töltöttek a parton, a túlélő csapatokat evakuálták vissza Angliába.
Miközben a kanadaiak a Dieppe-i rajtaütésből lábadoztak, szórakozási és kikapcsolódási lehetőségeket kerestek. Az angol stílusú focizás, valamint a tánc- és zeneházak látogatása volt az elsődleges szabadidős tevékenységek közé tartozik.
Az intenzív kiképzés újrakezdődött, a hangsúlyt a támadó gyalogsági és páncélos taktikára helyezve, amelyet Anglia mezőin és erdeiben játszottak le. Nagy a várakozás, hogy a kanadai katonák jövőbeli szerepe ismét a náci Németország elleni harcba viszi őket.

## Stáblista
- AGL McNaughton tábornok, mint önmaga (archív felvételek)

## Fogadtatás
1942 elején az NFB vezetője, John Grierson hollywoodi kapcsolatai révén új lehetőséget talált az NFB dokumentumfilmjei számára, különösen a nemrég indított háborús témájú The World in Action sorozat számára. A Warclouds in the Pacific (Háborús felhők a Csendes-óceánon) eladásának sikere után az NFB képes volt további megállapodást kötni a United Artists-szal további címek forgalmazására az Egyesült Államokban.   A kanadai és nagy-britanniai forgalmazás mellett most az Egyesült Államok piacát is felvette. 
A Letter from Overseas 35 mm-ben készült a mozipiac számára, és hossza miatt híradófilmként vetítették. Mind a World in Action, mind a Canada Carries On sorozat minden egyes filmjét hat hónapon keresztül vetítették a rövidfilmek vagy a filmhíradók részeként Kanada-szerte mintegy 800 moziban. Az NFB megállapodást kötött a Famous Players mozikkal, hogy a kanadaiak a tengerparttól a tengerpartig láthassák a filmeket, a további forgalmazást pedig a Columbia Pictures of Canada végezte.  A hat hónapos színházi turné befejeztével 16-án elérhetővé váltak az egyes filmek iskolákban, könyvtárakban, templomokban és gyárakban, meghosszabbítva e filmek élettartamát még egy-két évvel. Az egyetemi és tartományi hatóságok által működtetett filmtárak számára is elérhetővé váltak. Összesen 199 film készült, mielőtt a sorozatot 1959-ben törölték. 

## Fordítás
Ez a szócikk részben vagy egészben  a   Letter from Overseas című angol Wikipédia-szócikk ezen változatának fordításán alapul.  Az eredeti cikk szerkesztőit annak laptörténete sorolja fel. Ez a jelzés csupán a megfogalmazás eredetét és a szerzői jogokat jelzi, nem szolgál a cikkben szereplő információk forrásmegjelöléseként.

## Bibliográfia
- Bennett, Linda Greene. My Fatner's Vojce.- The Biography of Lorne Greene. Bloomington, Indiana: Universe, Inc., 2004. ISBN 978-0595-33283-0
- Copp, Terry. "The Air over Dieppe." Legjon, June 1996, pp. 6–9.
- Ellis, Jack C. and Betsy A. McLane. New History of Documentary Film. London: Continuum International Publishing Group, 2005. ISBN 0-8264-1750-7
- Khouri, Malek. Filmjng Poljtjcs: Communjsm and the Portrayal of the Working Class at the National Film Board of Canada, 1939-46. Calgary, Alberta, Canada: University of Calgary Press, 2007. ISBN 978-1-55238-199-1
- Lerner, Loren. Canadian Film and Video: A Bibliography and Guide to the Literature. Toronto: University of Toronto Press, 1997. ISBN 978-0-8020-2988-1
- Rist, Peter Guide to the Cinema(s) of Canada. Westport, Connecticut: Greenwood Publishing Group, 2001 ISBN 978-0-3132-9931-5